# Lietzen
Lietzen település Németországban, azon belül Brandenburgban. Lakosainak száma 696 fő (2023. december 31.).

## Népesség
A település népességének változása:
| Lakosok száma | 733  | 659  | 692  | 695  | 696  |
|               | 2017 | 2019 | 2021 | 2022 | 2023 |